# Фламінієва дорога

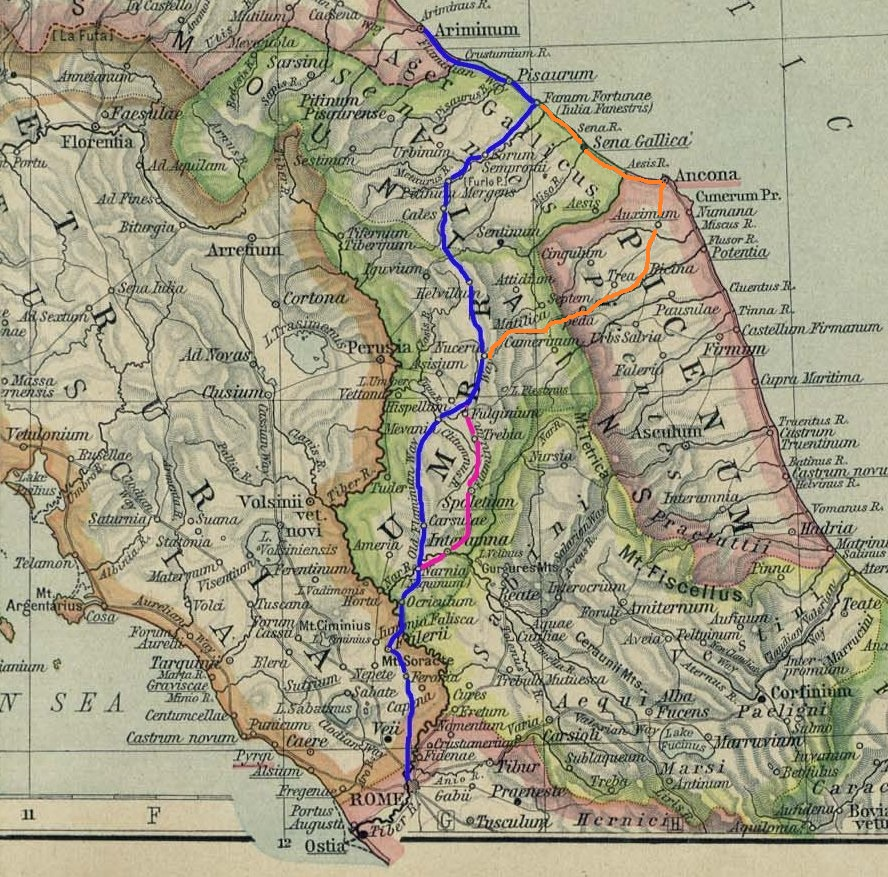
Схема Фламінієвої дороги. Червоним кольором відображена Via Flaminia nova.

42°43′49″ пн. ш. 12°35′13″ сх. д. / 42.73033° пн. ш. 12.58681° сх. д.
Фламінієва дорога (лат. Via Flaminia) — важлива римська дорога, що вела зі стародавнього Риму на північ, у бік Аріміна (Ріміні). Сьогодні це італ. Strada Statale 3 Via Flaminia, яка закінчується у Фано.
Будівництво її розпочав у 220 р. до н. е. цензор Гай Фламіній. Дорога починалася від воріт дель Пополо у стіні Авреліана, проходила по знаменитому Мульвієвому мосту і далі перетинала Етрурію та Умбрію. У Середні століття також називалася Равеннською дорогою.